# Jae Crowder
Corey Jae Crowder (* 6. Juli 1990 in Villa Rica, Georgia) ist ein US-amerikanischer Basketballspieler, der zuletzt bei den Milwaukee Bucks in der nordamerikanischen Profiliga National Basketball Association (NBA) unter Vertrag stand.

## College
Bevor Crowder 2010 an die Marquette University kam, spielte er am kleinen South Georgia Tech College und am Howard County Junior College. Er erhielt die Auszeichnung als bester Spieler der NJCAA-Saison 2009/10. Während seiner Collegezeit in Marquette erzielte er 2010/11 im Durchschnitt 11,8 Punkte und 6,8 Rebounds pro Spiel sowie in der Saison 2011/12 17,5 Punkte und 8,4 Rebounds.

## NBA
Im NBA-Draftverfahren 2012 wurde er am Anfang der zweiten Runde von den Cleveland Cavaliers ausgewählt und noch am selben Abend in einem Tauschgeschäft an die Dallas Mavericks weitergeleitet. Am 20. Juli 2012 unterschrieb er seinen Rookie-Vertrag in Dallas. Zeitweise wurde Crowder in seinem ersten Jahr als Berufsbasketballspieler in die Anfangsaufstellung der Texaner befördert, wo er phasenweise überzeugen konnte. Auch gelang ihm in seinem ersten Profijahr ein 4-Punktspiel.
Im Dezember 2014 wechselte Crowder zusammen mit Brandan Wright und Jameer Nelson im Austausch für Rajon Rondo und Dwight Powell zu den Boston Celtics. Bei den Celtics wurde ihm eine größere Rolle zuteil und er verbesserte seine Statistiken auf 9,5 Punkte und 4,6 Rebounds pro Spiel. Im Sommer 2015 unterzeichnete Crowder einen mit 35 Millionen US-Dollar dotierten Fünfjahresvertrag mit den Celtics. Die beiden darauffolgenden Spielzeiten wurden Crowders beste in Boston. Er gehörte in seinen Einsätzen ausnahmslos der „ersten Fünf“ an und erzielte im Schnitt 14 Punkte und 6 Rebounds.
Als die Celtics im Sommer 2017 Gordon Hayward von den Utah Jazz verpflichteten, wurde Crowder abkömmlich. Es wurde über einen Tausch von Crowder zu den Jazz verhandelt, aber letztendlich landete er bei den Cleveland Cavaliers als Teil des Kyrie-Irving-Transfer. Crowder konnte bei den Cavs jedoch nicht an seine Leistungen aus Bostonzeiten anknüpfen und wurde ein halbes Jahr später zu den Utah Jazz, unter anderem für Rodney Hood, weitergereicht. In Utah kam Crowder als Edelreservist von der Bank aus ins Spiel und brachte es in eineinhalb Jahren auf durchschnittlich 12 Punkte und 4,5 Rebounds je Begegnung. Er hatte jedoch auch bei den Jazz Probleme mit der Wurfauswahl, so dass seine Trefferquote in seiner Zeit in Utah bei einem Wert von weniger als 40 % Trefferquote lag.
Im Sommer 2019 wurde Crowder im Zuge eines Transfers von Mike Conley, Jr. zu den Memphis Grizzlies transferiert. Wenige Monate später wurde Crowder in einem Tausch für Justise Winslow an die Miami Heat weitergereicht. Ab dem 28. November 2020 stand er bei den Phoenix Suns unter Vertrag. Dort war er in der Saison 2022/23 Stammspieler, stand bei 67 Einsätzen immer in der Anfangsaufstellung erreichte Mittelwerte von 9,4 Punkten sowie 5,3 Rebounds je Begegnung. Am 9. Februar 2023 wurde Crowder von Phoenix zu den Brooklyn Nets transferiert, allerdings sofort an die Milwaukee Bucks weitergegeben.

## Persönliches
Sein Vater Corey Crowder spielte in den 90er für die Utah Jazz und San Antonio Spurs in der NBA. Er konnte sich jedoch in der NBA nicht durchsetzen und verbrachte den Großteil seiner Karriere in Europa.

## Karriere-Statistiken

### NBA

#### Hauptrunde
| Saison  | Team             | GP  | GS  | MPG  | FG % | 3P % | FT % | RPG | APG | SPG | BPG | PPG  |
| ------- | ---------------- | --- | --- | ---- | ---- | ---- | ---- | --- | --- | --- | --- | ---- |
| 2012–13 | Dallas           | 78  | 16  | 17.3 | .384 | .328 | .644 | 2.4 | 1.2 | 0.8 | 0.2 | 5.0  |
| 2013–14 | Dallas           | 78  | 8   | 16.1 | .439 | .331 | .754 | 2.5 | 0.8 | 0.8 | 0.3 | 4.6  |
| 2014–15 | Dallas / Boston  | 82  | 17  | 20.1 | .420 | .293 | .773 | 3.6 | 1.1 | 0.9 | 0.3 | 7.7  |
| 2015–16 | Boston           | 73  | 73  | 31.6 | .443 | .336 | .820 | 5.1 | 1.8 | 1.7 | 0.5 | 14.2 |
| 2016–17 | Boston           | 72  | 72  | 32.4 | .463 | .398 | .811 | 5.8 | 2.2 | 1.0 | 0.3 | 13.9 |
| 2017–18 | Cleveland / Utah | 80  | 47  | 26.1 | .404 | .323 | .818 | 3.4 | 1.2 | 0.8 | 0.3 | 9.7  |
| 2018–19 | Utah             | 80  | 11  | 27.1 | .399 | .331 | .721 | 4.8 | 1.7 | 0.8 | 0.4 | 11.9 |
| 2019–20 | Memphis / Miami  | 65  | 53  | 28.8 | .401 | .343 | .776 | 5.9 | 2.5 | 1.1 | 0.4 | 10.5 |
| 2020–21 | Phoenix          | 60  | 42  | 27.5 | .404 | .389 | .760 | 4.7 | 2.1 | .8  | 0.5 | 10.1 |
| 2021–22 | Phoenix          |     |     |      |      |      |      |     |     |     |     |      |
| 2022–23 | Milwaukee        |     |     |      |      |      |      |     |     |     |     |      |
| 2023–24 | Milwaukee        |     |     |      |      |      |      |     |     |     |     |      |
| Gesamt  | Gesamt           | 668 | 339 | 25.0 | .419 | .346 | .777 | 4.2 | 1.6 | 1.0 | 0.3 | 9.6  |

#### Play-offs
| Saison  | Team      | GP  | GS | MPG  | FG % | 3P % | FT %  | RPG | APG | SPG | BPG | PPG  |
| ------- | --------- | --- | -- | ---- | ---- | ---- | ----- | --- | --- | --- | --- | ---- |
| 2013–14 | Dallas    | 7   | 0  | 11.6 | .444 | .429 | .000  | 1.7 | 0.3 | 0.3 | 0.1 | 2.7  |
| 2014–15 | Boston    | 4   | 1  | 25.0 | .517 | .300 | .769  | 5.0 | 2.0 | 1.0 | 0.8 | 10.8 |
| 2015–16 | Boston    | 6   | 6  | 32.8 | .278 | .244 | .636  | 6.5 | 2.2 | 1.5 | 0.5 | 9.5  |
| 2016–17 | Boston    | 18  | 18 | 33.1 | .435 | .352 | .833  | 6.4 | 2.7 | 1.1 | 0.3 | 13.6 |
| 2017–18 | Utah      | 11  | 2  | 29.4 | .324 | .333 | .643  | 5.1 | 1.7 | 1.4 | 0.2 | 10.0 |
| 2018–19 | Utah      | 5   | 3  | 26.0 | .370 | .300 | .737  | 5.8 | 0.8 | 1.0 | 0.0 | 10.0 |
| 2019–20 | Miami     | 21  | 21 | 31.4 | .403 | .342 | .761  | 5.6 | 1.9 | 0.7 | 0.6 | 12.0 |
| 2020–21 | Phoenix   | 22  | 22 | 33.1 | .413 | .380 | .886  | 6.1 | 1.9 | 0.9 | 0.8 | 10.8 |
| 2021–22 | Phoenix   | 13  | 13 | 29.5 | .400 | .302 | .731  | 4.7 | 2.4 | 1.0 | 0.5 | 9.4  |
| 2022–23 | Milwaukee | 4   | 0  | 10.3 | .231 | .000 | .500  | 1.0 | 0.8 | 0.5 | 0.0 | 1.8  |
| 2023–24 | Milwaukee | 4   | 0  | 10.5 | .250 | .143 | 1.000 | 1.5 | 0.5 | 0.0 | 0.5 | 2.3  |
| Gesamt  | Gesamt    | 115 | 86 | 28.5 | .392 | .333 | .770  | 5.2 | 1.8 | 0.9 | 0.5 | 10.1 |